# Douglas Island

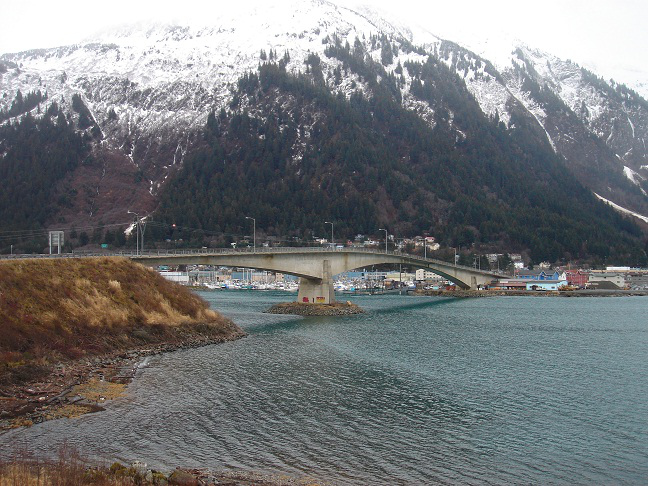
Douglas Bridge, de brug over het Gastineau Channel, die het centrum van Juneau verbindt met Douglas Island.

Douglas Island is een getijdeneiland in de Alexanderarchipel in de Alaska Panhandle in het zuidoosten van Alaska in de Verenigde Staten.

## Geografie
Het eiland is onderdeel van de stad Juneau en op het eiland ligt West Juneau. Het is door middel van een brug verbonden met het vasteland van Alaska waarop de rest van Juneau gelegen is, de hoofdstad van Alaska. Het eiland wordt aan de noord- en oostzijde van het vasteland gescheiden door het Gastineau Channel. Aan de zuid- en westkant van het eiland ligt de Stephens Passage met aan de overzijde Admiralty Island.
Het eiland heeft een oppervlakte van 199,25 km² en had een bevolking van 5.297 bij de volkstelling van 2000, waarbij meer dan de helft van de bevolking van het eiland in Douglas zelf woonde. Het is onderdeel van de City and Borough of Juneau. Het hoogste punt van het eiland, Mount Ben Stewart, is vernoemd ter ere van Benjamin D. Stewart (1878–1976), een vroege burgemeester van Juneau.

## Geschiedenis
Douglas Island werd door kapitein George Vancouver vernoemd naar John Douglas, bisschop van Salisbury. Joseph Whidbey, kapitein van HMS Discovery was tijdens de expeditie van Vancouver de eerste Europeaan die het in 1794 zag. In 1886 begonnen mensen naar Douglas Island te reizen om zich te vestigen in de buurt van de zich ontwikkelende Treadwell-goudmijn. In 1902 was de gemeenschap van Douglas Island gegroeid tot een bevolking van meer dan 2800 inwoners, omdat bedrijven, scholen en huizen zich begonnen te ontwikkelen naast de uitbreiding van de nabijgelegen goudmijn. Nadat het Gastineau Channel de mijntunnels  van Treadwell in 1917 overstroomde, werden veel inwoners gedwongen te verhuizen na de dramatische economische neergang van de stad, waardoor de bevolking van Douglas gestaag afnam tot eind jaren 1930.
In de zomer van 1962 werd het Douglas Indian Village in beslag genomen en platgebrand door stadsfunctionarissen en inwoners van Douglas om de ontwikkeling van het Douglas Harbor-project te laten stranden. Het Douglas Harbor-project, dat werd geïnitieerd door de Douglas-stam en het Bureau of Indian Affairs, was een plan om een haven te bouwen op de locatie van het Douglas Indian Village met de bedoeling het dorp te herbouwen. Om de controle over het project te krijgen, gingen ambtenaren van de stad Douglas over op onteigening terwijl stamleden aan het vissen waren in hun kampen langs de Taku River. De stamleden kregen geen compensatie voor de eigendommen en bezittingen die verloren gingen bij het afbranden van hun dorp en werden gedwongen te verhuizen toen ze terugkeerden naar het eiland.
De oude Juneau-Douglas-brug, die voor het eerst werd gebouwd in 1935, verbond Douglas Island met West Juneau. In 1970 sloten de gemeenschappen van Douglas en Juneau zich aan om de stad en het district Juneau te vormen. De Juneau-Douglas-brug werd later herbouwd in 1980 om een tweebaansweg van en naar het eiland te bieden.